# 裏町の怪老窟

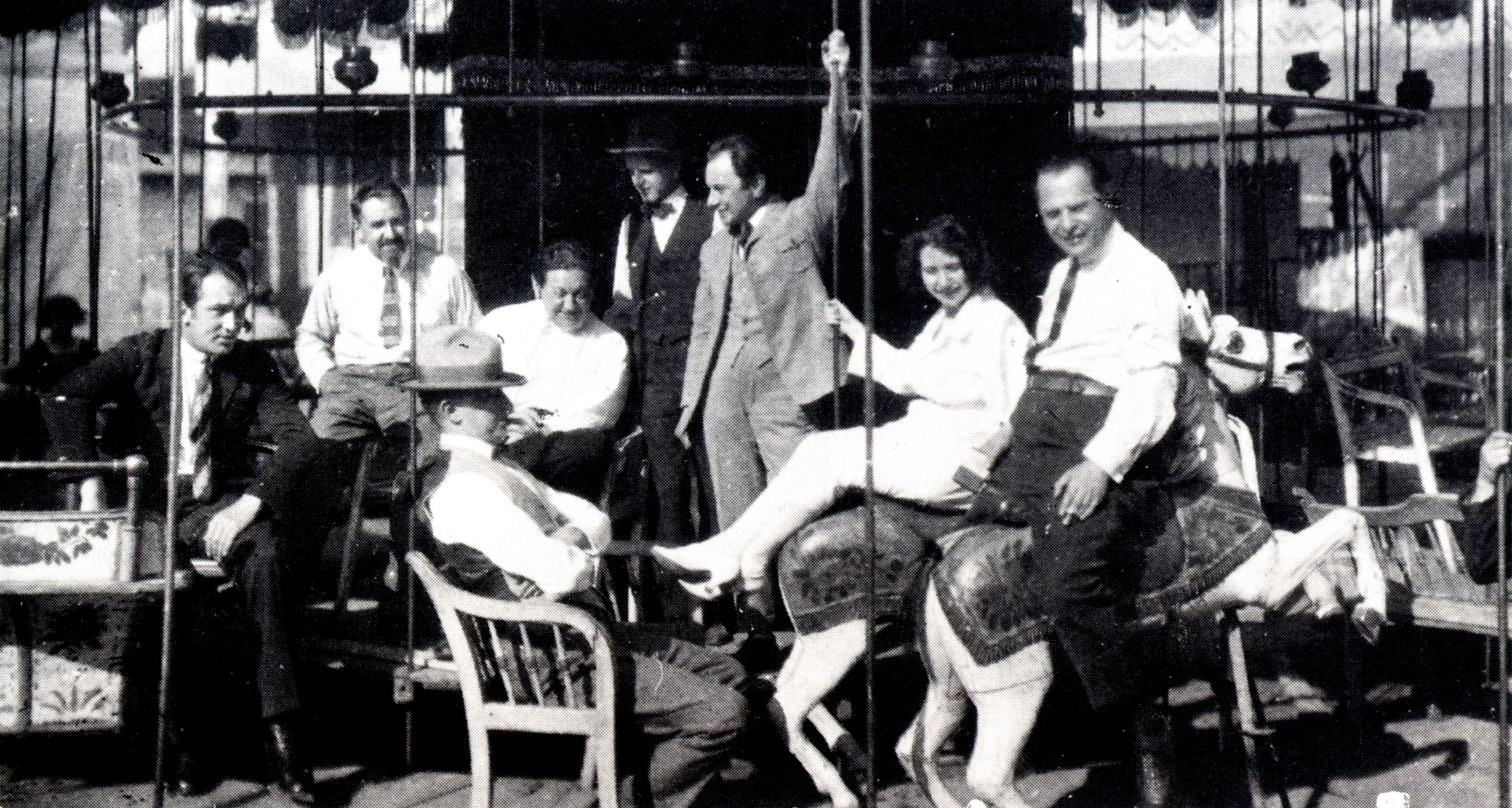
左から、ウィリアム・ディターレ、1人おいて、E・A・デュポン(帽子で横向き)、パウル・レニ、右端がレオ・ビリンスキ

『裏町の怪老窟』（うらまちのかいろうくつ、独: Das Wachsfigurenkabinett）とは、1924年に公開されたドイツのファンタジー・ホラー映画。白黒、サイレント。監督はパウル・レニ。蝋人形館テーマの第1号ともいわれる。
蝋人形館の宣伝のために雇われた若き詩人が紡ぐ3つの奇怪な物語 - ハールーン・アッ＝ラシード、イワン雷帝、切り裂きジャック - をオムニバス形式で描く。
ホラー映画にカテゴライズされることが多いが、ファンタジー冒険映画、歴史映画など複数のジャンルのエピソードから成るアンソロジー映画である。
いくつかの文献は、ドイツの脚本家・プロデューサーのレオ・ビリンスキをこの映画の共同監督、共同プロデューサー、編集者としている 。

## キャスト
- 詩人：ヴィルヘルム・ディーテルレ（ウィリアム・ディターレ）
- 興行師：ヨーン・ゴットウット
- その娘：オルガ・ベライエフ
- ハールーン・アッ＝ラシード：エミール・ヤニングス
- イワン雷帝；コンラート・ファイト
- 切り裂きジャック：ヴェルナー・クラウス

## 制作
ヘンリック・ガレーンの脚本には4つめのエピソードもあったが、レニはそれを割愛した。それはクリスティアン・ アウグスト・ヴルピウスの1878年の盗賊小説『リナルド・リナルディーニ』に基づくもので、ウィリアム・ディターレがリナルド・リナルディーニを演じていた。レニは代わりに『バネ足ジャック』の短い話をやることにした。しかし、リナルド・リナルディーニの蝋人形は映画の中に残っている。冒頭、4体並んだ蝋人形の左から3番目のつば広の帽子をかぶったものである。

## リストア版
2002年、キノ・インターナショナルが『裏町の怪老窟』のDVDをリリースした。これはCineteca del Comune di Bologna（CCB）によって復元されたプリントと、L'Immagine Ritrovataの復元版をマスターとしている。それに1924年の英語版にあった英語のインタータイトルを挿入している。作曲およびピアノ演奏はジョン・ミルサリス。83分。